# Яковлев, Даниил Семёнович
Даниил Семёнович Яковлев (? — 1664) — русский государственный деятель XVII века. Стольник (1639), воевода, участник укрепления южных рубежей государства и освоения Сибири.

## Биография и деятельность
Из рода Яковлевых — потомков Облагини. Сын московского дворянина Семена Дементьевича Яковлева (ум.1632) — воеводы псковского и брянского. Унаследовал от отца вотчину и поместье в Мещовском уезде.
Служил судьей Московского судного приказа; дважды (в 1634 и 1644) ездил в Польшу в составе посольств. Во время русско-польской войны 1654—1667 гг. участвовал во взятии Смоленска и Полоцка (в котором был назначен воеводой).
Воевода в Курске (1635—1638), в Мценске (1641—1642), на Ваге (1646), в Коротояке (1646—1649), в Валуйках (1653), в Полоцке (1654—1659), в Ярославле (1659—1661), в Тобольске (1661—1664).
Руководил строительством новых городов и крепостей на Белгородской черте: Новый Оскол, Коротояк, Острогожск и Урыв. Участвовал в отражении набегов кочевников.
Умер в Тобольске 17 мая 1672 года. Погребен в Пафнутьевом Боровском монастыре с правой стороны собора Рождества Богородицы вместе с родителями. Перед смертью пострижен в монашество с именем Дионисий. Детей у Даниила Яковлева не было. Деревни Маклаки и Поляна в Мещовском уезде из его вотчин он в 1660 продал царскому тестю Илье Даниловичу Милославскому за 2000 рублей. Другие вотчины после его смерти были распределены между родственниками — Кириллом и Романом Аристарховичами Яковлевыми.